# 인퀴지터: 엘도라도의 저주
《인퀴지터: 엘도라도의 저주》(영어: City of Gold)는 2016년에 개봉한 미국의 모험 영화이다.
 해리 록이 감독을 맡았다.

## 줄거리
언론 재벌 대븐포트 가의 상속자 조너선 대븐포트는

아버지를 잃은 슬픔을 잊고자 옛 연인이었던 엘리자베스 칼라일과 함께

수수께끼의 화가 호르헤 에스카미야를 찾아 페루의 밀림으로 떠난다.

그곳에서 조너선은 오랫동안 자신과 아버지를 괴롭혀 왔던

대븐포트 가문의 저주를 풀 실마리를 발견하는데…

## 출연진
- 로비 앨런